# Ян Влодзіславський (Лянцкоронський)
Ян Влодзіславський (пол. Jan Wodzisławski; д/н–1564) — державний і військовий діяч, урядник королівства Польського.

## Життєпис
Походив з польського магнатського роду Лянцкоронських, гілки Влодзіславських. Його батько підписався як «з Бжезя Влодзиславський». Син Адама, ойцувського старости, та Барбари Ласького. 1517 року втратив батька, виховувався матір'ю. З 1523 року опікуном став брат останньої Станіслав, воєвода сєрадзький.
1546 року стає дворянином королівським. Згодом став підписуватися «Влодзиславським і Лянцкоронським». 1551 року призначається ловчим сандомирським. Того ж року одружився. Того ж року передав костел у Влодзиславі кальвіністській громаді. Ймовірно перед тим навернувся до цієї конфесії. Після цього в місті проводили регулярні синоди кальвіністів. Більшість населення швидко перейшло до кальвінізму.
До 1557 року у Влодзиславі звів новий замок, а також суттєво розширив місто. До кінця життя під впливом кальвіністських пасторів став обмежувати права юдейської громади. Брав участь у Ливонській війні, де загинув 1564 року.

## Родина
Дружина —Анна, донька Героніма Курозвецького, старости шидловського
Діти:
- Геронім Ярош (д/н— бл. 1605/1610), ловчий сандомирський
- Кшиштоф (д/н—1591)